# Hans Oppen von Huldenberg

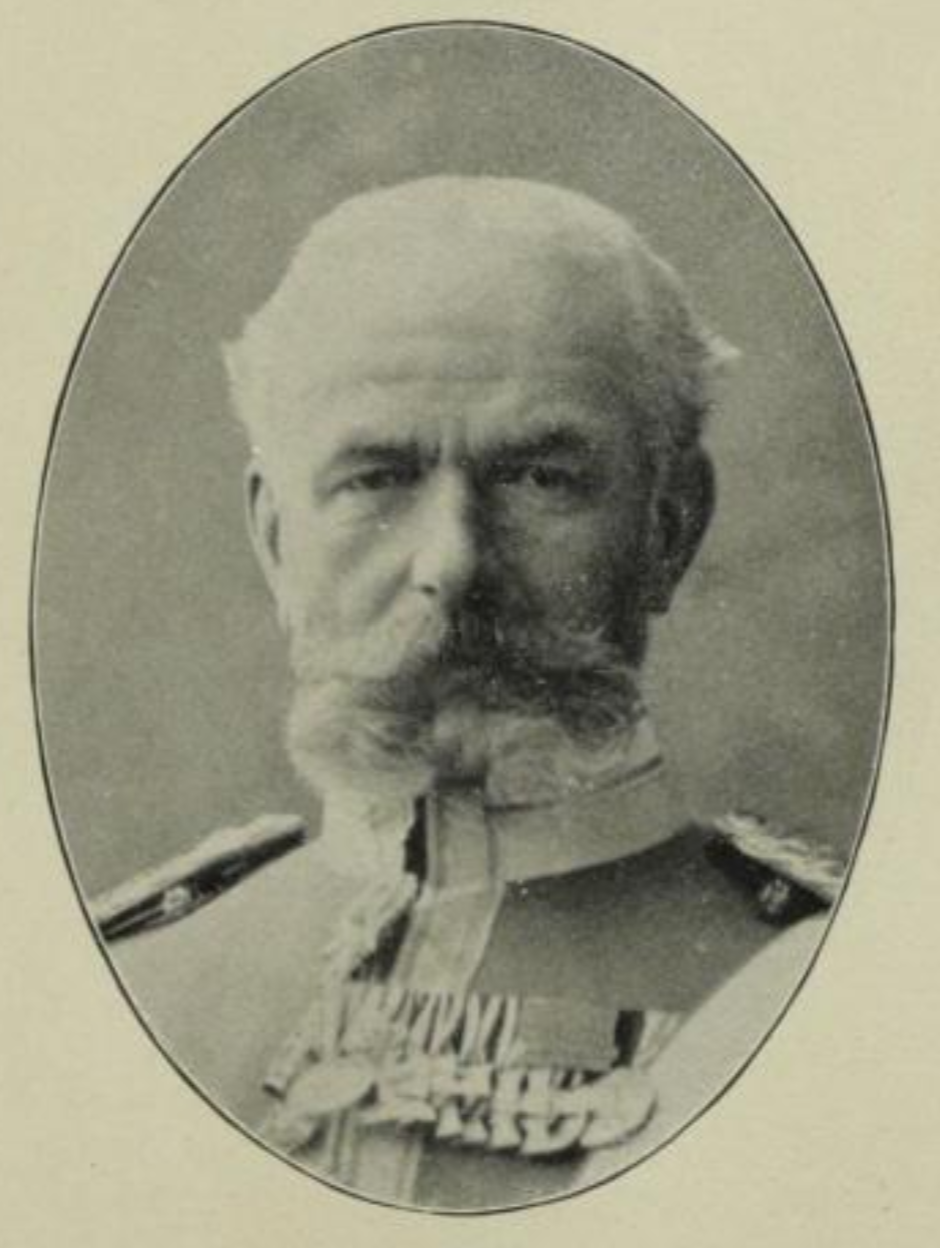
Hans Oppen von Huldenberg

Mathias Albert Hans Freiherr Oppen von Huldenberg (* 25. Oktober 1852 in Oberneukirch am Hochwald; † 21. April 1918 in Fredersdorf) war ein sächsischer Oberst, Regiments- und Brigadekommandeur, Fideikommissherr, Rittergutsbesitzer, Kreistagsmitglied und Träger hoher Auszeichnungen.

## Leben

### Herkunft

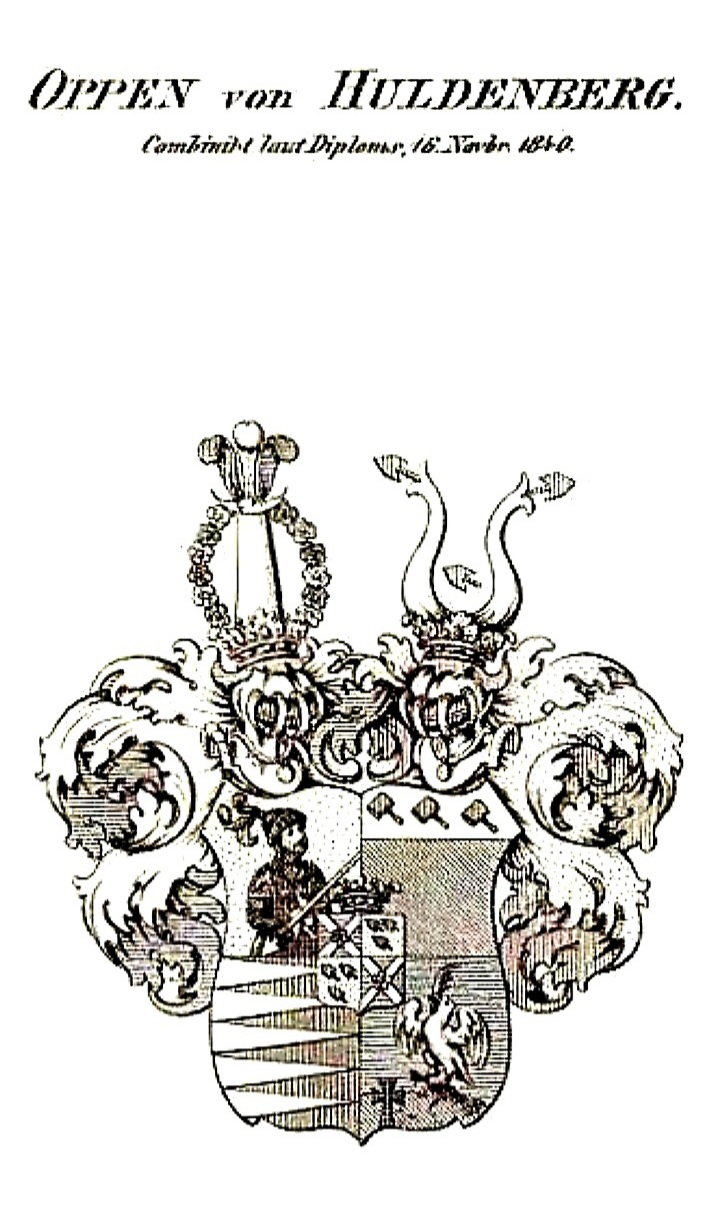
Vereinigtes Wappen Oppen von Huldenberg nach dem Diplom von 1840

Hans Oppen von Huldenberg entstammte dem alten obersächsisch-märkischen Adelsgeschlecht derer von Oppen. Er war Sohn des Landstandes der Lausitz, Albert von Oppen (1810–1889), welcher 1840 die Genehmigung zur Vereinigung seines Adelstitels und dem seiner Mutter, einer von Huldenberg, erhielt und sich fortan Oppen von Huldenberg nannte. Aus der Ehe seines Vaters mit Lydia, Gräfin und Edlen Herrin zur Lippe-Biesterfeld-Weißenfeld aus dem Hause Teichnitz bei Bautzen (1824–1897), Tochter des Christian, Grafen und Edlen Herrn zur Lippe-Biesterfeld-Weißenfeld, Herrn auf Teichnitz und Oelssa (1777–1859), sowie Schwester des sächsischen Generals der Kavallerie, Franz zur Lippe-Biesterfeld-Weißenfeld, bekam das elterliche Ehepaar vier Kinder: neben Hans auch Anna, Richard und Clemens. Prinz Clemens zur Lippe-Biesterfeld-Weißenfeld (1860–1920) war sein Cousin, die Schriftstellerin Gräfin Sophie von Arnim (1876–1949) war seine Cousine, beide mütterlicherseits.

### Karriere

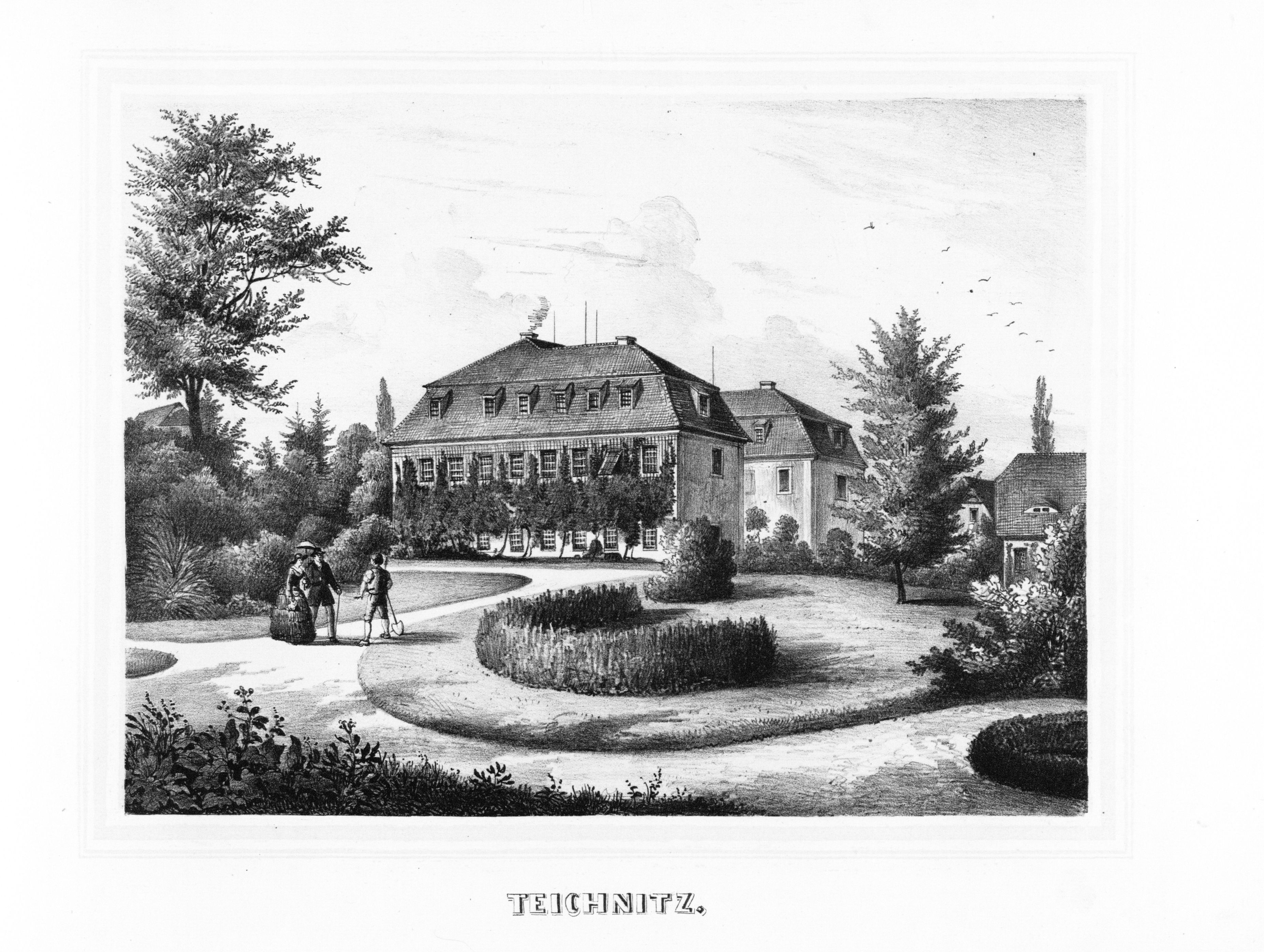
Das großväterliche Herrenhaus Teichnitz, aus dem die Mutter stammte und 1847 dort den Vater heiratete, um 1860
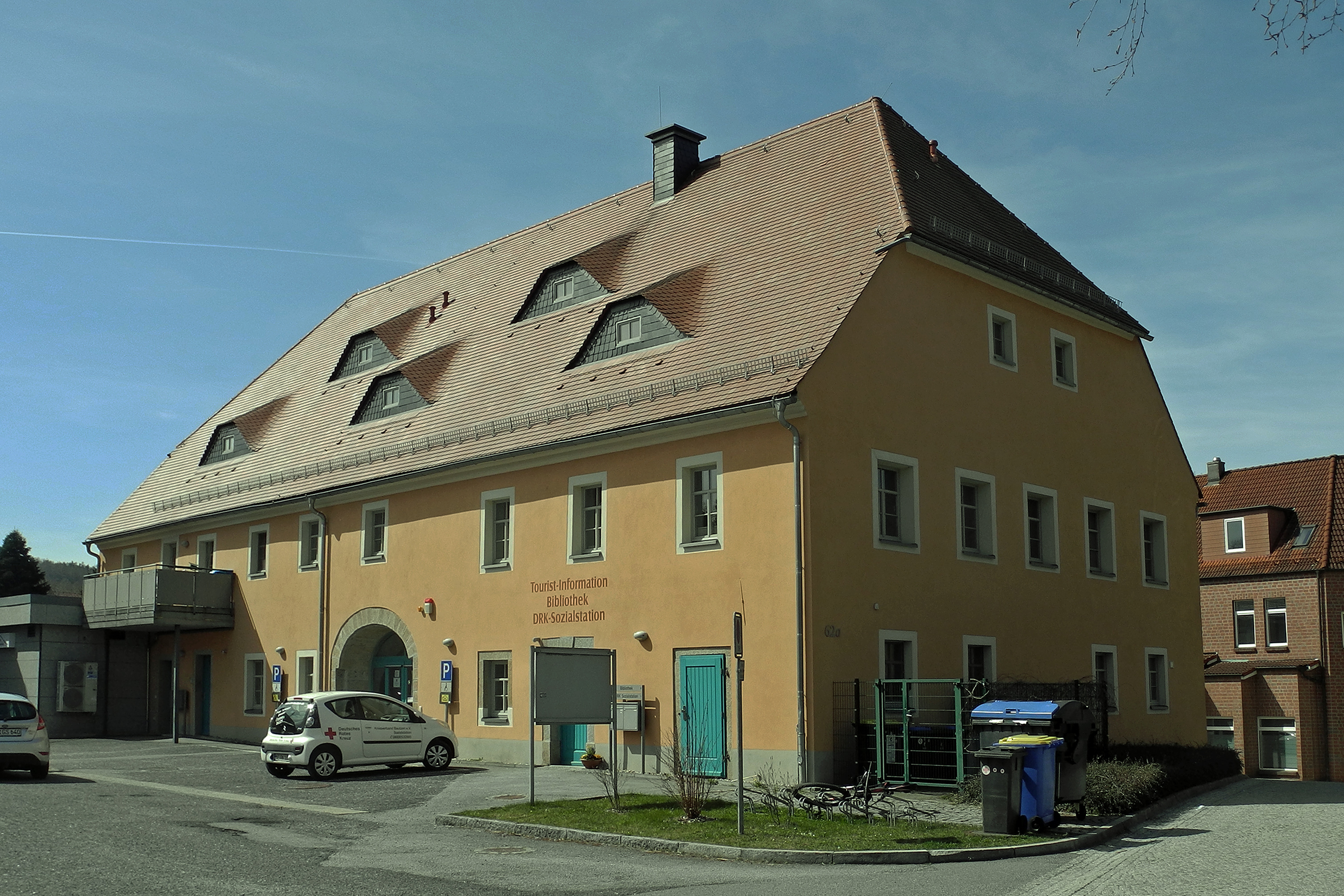
Gebäude des väterlichen Oberen Ritterguts in Neukirch/Lausitz, Wohn- und Wirtschaftsgebäude
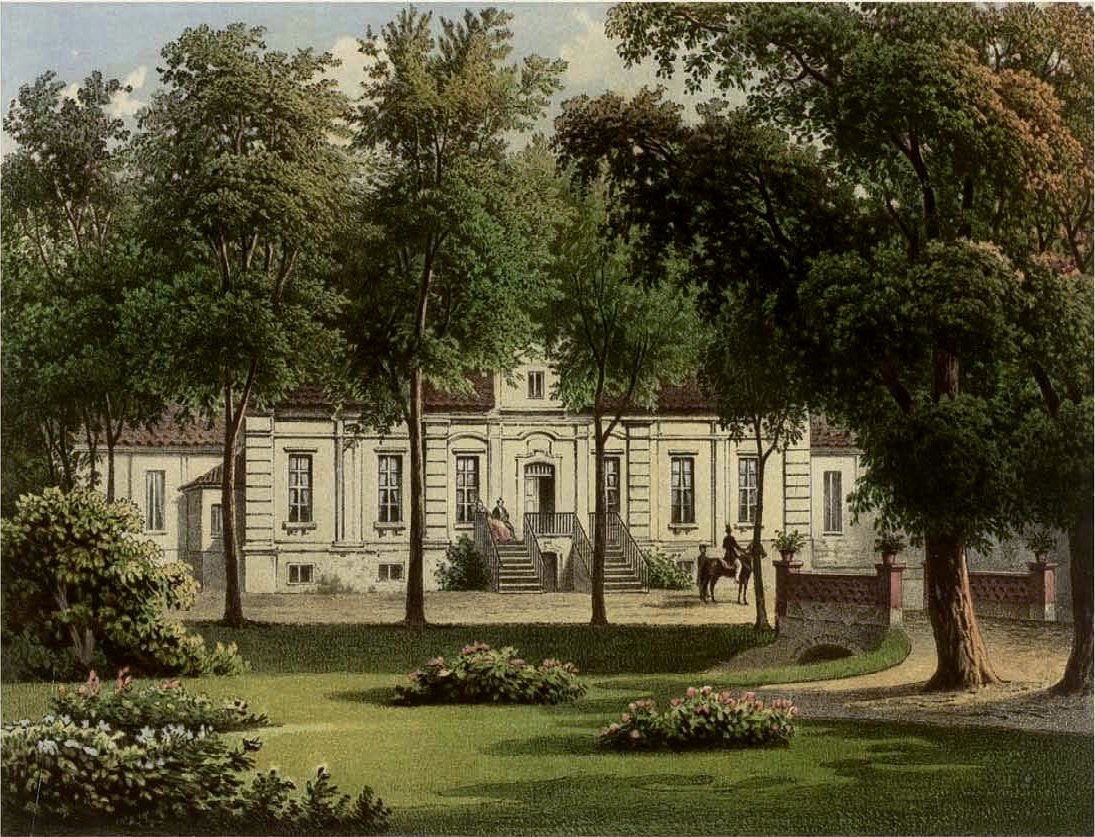
Das zum innegehabten Familienfideikommiss gehörige Rittergut Fredersdorf um 1863/64, Sammlung Alexander Duncker

Er wurde zunächst im elterlichen Haus erzogen und besuchte dann bis Ostern 1869 das Vitzthumsche Gymnasium zu Dresden. Er trat am 1. April 1870 als Avantageur in die 2. Schwadron des Garde-Reiter-Regiments und nahm in dieser Eigenschaft am Krieg gegen Frankreich teil. Als Unteroffizier wurde er im Verlaufe des Krieges mit der silbernen Militär-St.-Heinrichs-Medaille und dem Eisernen Kreuz II. Klasse ausgezeichnet. Noch während des Krieges wurde er am 22. November 1870 zum Leutnant befördert. Er verblieb nach Kriegsende im Regiment und avancierte am 30. Juli 1877 zum Oberleutnant. 1878 wurde er dann zur Militär-Reit-Anstalt in Hannover abkommandiert und wurde nach Rückkehr dem sächsischen Kriegsminister Alfred von Fabrice als Adjutant anvertraut. Nachdem er am 17. September 1882 zum Rittmeister befördert wurde, kehrte er als Eskadronschef der 1. Eskadron zu seinem Stammregiment zurück. Einige Jahre später wurde er erneut als Adjutant des sächsischen Kriegsministers verwendet und á la suite seines Regiments gestellt. Am 19. April 1891 wurde er zum Major ohne Patent ernannt und kehrte erneut als Eskadronschef der 2. Eskadron zu seinem Stamm-Regiment zurück. Das Patent erhielt er dann am 22. April 1892 unter Versetzung als etatsmäßiger Stabsoffizier zum Stabe des Regiments. Am 21. Februar 1895 wurde er Regimentskommandeur des Regiments. 1893 wurde er als einer von 25 Stabsoffizieren der Kavallerie für die Teilnahme an einen Informationskursus an der Militär-Reit-Anstalt Hannover befehligt. Er war mit seinem Regiment aufs engste verwachsen und avancierte am 24. März 1897 zum Oberstleutnant sowie am 13. September 1899 zum Oberst. Der großen Liebe und Anhänglichkeit zum Regiment gab er dadurch besonders Ausdruck, dass er bei seinem Abschied dem Offizierskorps eine reiche Stiftung von 31.000 Mark zum Andenken für seine 31 Jahre beim Regiment machte. Er wurde dann 1901 mit der Führung der 2. Kavallerie-Brigade Nr. 24 beauftragt, nahm aber seinen Abschied, da er seinen Stolz darin setzte, den blauweißen Rock weiter tragen zu können. Auch nach seinem Ausscheiden am 19. April 1901 ließ er keine Gelegenheit ergehen, sein liebes Regiment aufzusuchen und wurde stets freudig begrüßt.
Im Ruhestand lebte er mit seiner Ehefrau auf dem Familiensitz Fredersdorf und widmete sich seiner Familie und seinen Gütern. Er war nebenbei im Kreistag, Kreisausschuss, Kreiskriegerverband und anderen Ehrenämtern tätig. Nach Ausbruch des Ersten Weltkrieges konnte er gesundheitshalber nicht aufs Feld ziehen, was ihm großen Kummer bereitete, und wurde deshalb als Inspekteur der Ersatz-Eskadrons des XIX. (II. Königlich Sächsisches) Armee-Korps verwendet und mit dem Nachersatz der Kavallerie beauftragt. Im September 1914 begrüßte er zum letzten Male sein Regiment auf der Fahrt an die Ostfront. Er wurde mit dem sächsischen Kriegsverdienstkreuz ausgezeichnet. Im Mai 1916 wurde er mit dem Komturkreuz II. Klasse des Albrechtsordens ausgezeichnet. Aufgrund dienstlicher Überanstrengungen verstarb er am 21. April 1918 aufgrund einer Lungenentzündung nach kurzem Krankenlager in Fredersdorf. Er wurde zunächst provisorisch im Gutspark von Fredersdorf begraben und wurde am 9. September 1920 feierlich vom Schlosshofe aus unter Begleitung der ganzen Gemeinde und zahlreicher auswärtiger nach dem neuen Begräbnisplatz der Familie Oppen von Huldenberg, der auf Wunsch des Verstorbenen in seinem so sehr geliebten Walde angelegt worden ist, überführt und unter präsentiertem Gewehre in die neue Gruft gelassen.
Er war Träger von über 20 Auszeichnungen (Stand 1914), darunter dem Ritterkreuz I. Klasse des sächsischen Verdienstorden, dem Offizierskreuz des Albrechtsordens, dem Dienstauszeichnungskreuz, dem bayerischen Verdienstorden vom heiligen Michael III. Klasse, dem Offizierskreuz des italienischen Kronenorden, dem Ritterkreuz des Hausorden der Wendischen Krone, den Orden der Eisernen Krone II. Klasse, dem Komturkreuz mit Stern des Franz-Joseph-Ordens, dem Roten Adlerorden IV. Klasse, dem preußischen Kronenorden II. Klasse, den Ritterschlag zum Ehrenritter des Johanniterordens, dem Ehrenkreuz III. Klasse des reußischen Ehrenkreuzes, dem St. Annenorden III. Klasse, dem St. Stanislaus-Orden III. Klasse, dem schwarzburgischen Ehrenkreuz II. Klasse, dem Kommandeurkreuz II. Klasse des schwedischen Schwertorden und dem Ehrenkreuz des Orden der württembergischen Krone.

### Familie
Hans heiratete am 19. November 1908 in Hannover Emmy von Schack, Tochter des Generalleutnants Karl von Schack, und bekam einen Sohn, Hans-Carl, dem das ganze Offizierskorps des Garde-Reiter-Regiments als Pate stand, mit ihr. Hans-Carl war Zögling auf der Ritterakademie Brandenburg und wurde Diplom-Forstwirt und baute den Forstbetrieb auf Fredersdorf deutlich aus. Er nahm als Oberleutnant der Reserve am Zweiten Weltkrieg teil und wurde seit 1943 in Stalingrad vermisst. Hans-Carl von oppen-Huldenberg hatte sich 1940 mit Elsita Gräfin reichenbach verheiratet, das Ehepaar hatte die Töchter Carl (1941), in München lebend, und Manuela (1943 posthuma), die in den USA lebte.